# Sun Xiang
Sun Xiang (Shanghai, 15 januari 1982) is een Chinese voetballer die onder contract staat bij Guangzhou Evergrande FC.
Sun Xiang is een verdediger die speelt op de linksbackpositie. Hij is tweeling en speelde veelal samen met zijn broer, Sun Ji. In China worden de gebroeders “Sun Twins” genoemd.
In oktober 2006 liepen de Sun-broertjes stage bij PSV Xiang verdiende daarmee een transfer, Ji niet. Sun werd voor een half jaar gehuurd met een optie tot koop, en contract voor drie seizoen. Op 17 februari 2007 maakte hij zijn debuut bij PSV toen hij, met rugnummer 28, in de basis startte in de uitwedstrijd tegen Heracles Almelo. Enkele dagen later, op 20 februari, viel hij in tegen het Engelse Arsenal (1-0 winst) in de achtste finale en maakte hij zijn Champions League debuut. Hij was daarmee de eerste Chinees die een wedstrijd in de Champions League speelde. Na vijf competitiewedstrijden en vier Champions League-duels besluit PSV de optie tot koop niet te lichten.
Sun keerde medio 2007 terug naar zijn oude club, Shanghai Shenhua, maar in het seizoen 2008/2009 kwam Sun opnieuw naar Europa. Hij tekende een contract voor één seizoen bij het Oostenrijkse Austria Wien. Hierna speelde hij twee seizoenen voor Shanghai Shenhua en sinds 2010 speelt hij bij Guangzhou Evergrande FC.

## Carrière
| Seizoen   | Club                    | Wedstrijden | Doelpunten | Competitie       |
| --------- | ----------------------- | ----------- | ---------- | ---------------- |
| 2000      | Shanghai Shenhua        | 0           | 0          | Chinese League   |
| 2001      | Shanghai Shenhua        | 0           | 0          | Chinese League   |
| 2002      | Shanghai Shenhua        | 25          | 2          | Chinese League   |
| 2003      | Shanghai Shenhua        | 25          | 2          | Chinese League   |
| 2004      | Shanghai Shenhua        | 20          | 0          | Chinese League   |
| 2005      | Shanghai Shenhua        | 22          | 3          | Chinese League   |
| 2006      | Shanghai Shenhua        | 15          | 2          | Chinese League   |
| 2006/07   | PSV                     | 5           | 0          | Eredivisie       |
| 2008      | Shanghai Shenhua        | 4           | 0          | Chinese League   |
| 2008-2009 | Austria Wien            | 19          | 2          | Bundesliga       |
| 2009      | Shanghai Shenhua        | 11          | 2          | Chinese League   |
| 2010      | Shanghai Shenhua        | 0           | 0          | Chinese League   |
| 2010      | Guangzhou Evergrande FC | 14          | 1          | Chinese League 2 |